# Challenger de Praga II 2021
El torneo IBG Prague OpenI 2021 fue un torneo profesional de tenis. Perteneció al ATP Challenger Tour 2021. Se disputó en su 2ª edición sobre superficie tierra batida, en Praga, República Checa entre el 23 al el 29 de agosto de 2021.

## Jugadores participantes del cuadro de individuales
| Favorito | País                       | Jugador              | Rank1 | Posición en el torneo |
| -------- | -------------------------- | -------------------- | ----- | --------------------- |
| 1        | Bandera de Rusia           | Evgeny Karlovskiy    | 290   | Cuartos de final      |
| 2        | Bandera de Estados Unidos  | Alexander Ritschard  | 300   | Segunda ronda         |
| 3        | Bandera de Rusia           | Evgenii Tiurnev      | 310   | Primera ronda         |
| 4        | Bandera de Francia         | Geoffrey Blancaneaux | 311   | Segunda ronda         |
| 5        | Bandera de República Checa | Jonáš Forejtek       | 315   | Primera ronda         |
| 6        | Bandera de Bélgica         | Michael Geerts       | 319   | Cuartos de final      |
| 7        | Bandera de Rumania         | Filip Jianu          | 320   | Primera ronda         |
| 8        | Bandera de Serbia          | Miljan Zekić         | 324   | Primera ronda, retiro |

- 1 Se ha tomado en cuenta el ranking del 16 de agosto de 2021.

### Otros participantes
Los siguientes jugadores recibieron una invitación (wild card), por lo tanto ingresan directamente al cuadro principal (WC):
- Martin Krumich
- Andrew Paulson
- Daniel Siniakov

Los siguientes jugadores ingresan al cuadro principal tras disputar el cuadro clasificatorio (Q):
- Facundo Díaz Acosta
- Uladzimir Ignatik
- Zsombor Piros
- Alex Rybakov

## Campeones

### Individual Masculino
- Franco Agamenone derrotó en la final a  Ryan Peniston, 6–3, 6–1

### Dobles Masculino
- Victor Vlad Cornea /  Petros Tsitsipas derrotaron en la final a  Martin Krumich /  Andrew Paulson, 6–3, 3–6, [10–8]